# Ћерка цара Душана
Ћерка цара Душана према мишљењу модерних историчара није постојала и он је у браку са Јеленом Асен, имао само једно дете, сина и наследника Уроша. Међутим, поједини историчари, на основу неких одређених извора, сматрају да је она ипак постојала. Њено евентуално постојање помиње искључиво једна византијска историја, у чију веродостојност не треба сумњати, као и тумачење једне фреске Душанове породице у манастирској цркви Високих Дечана, док је остали историјски извори не помињу, нити је приказана на некој другој фресци. У неким изворима се помиње да би њено име могло бити Теодора, вероватно именована по мајци цара Душана − краљици Теодори Смилец. Наиме, османски хроничар Ашик-пашазаде у једном од својих дела говори о преговорима цара Душана и османског султана Орхана, да Душанова ћерка, којој је име Теодора, постане супруга неком од Орханових синова. Међутим, у српским изворима се она, релативно, нигде не помиње.

## Навод Нићифора Григоре
Византијски историчар и Душанов савременик, Нићифор Григора, у свом делу „Ромејска историја“ говори о српском посланству упућеном емиру Орхану 1351. године речима:
| „ | ... владар Трибала (Срба) послао је посланство, тражећи да брачном заједницом повеже своју кћер са једним од синова Орхана, да би, пошто родбинска веза учврсти међусобне споразуме, већа сигурност била пружена трибалској земљи. Јер, тако се овај варварин Орхан уздигао снагом, да је не само слободно пљачкао Македонију и Тракију и у Тракији Ромеје (Византинце) и Мизе (Бугаре), него је дуго и Трибалима задавао велики страх, шаљући на њихову земљу непријатељску војску и кад год би хтео одатле довлачећи велики плен. Варварин, примивши радосно ово посланство, послао је и потврду уговора као и посланике да потврде брак. Пошто је њима, када су се враћали са трибалским посланицима и великим даровима негде око пролаза Родоса заседу поставио зет царев по кћери, син грофа (Κοντού) који је некада владао Етолцима и Акарнацима њихове дарове је на најдрскији начин запленио, једне од посланика је брзо убио а друге је живе заробио. | ” |

У коментарима Григориног дела, у склопу књиге „Византијски извори за историју народа Југославије VI“ (обрађивали су га Ћирковић и Ферјанчић) каже се да у његов навод нема разлога сумњати и да то намеће питање броја деце Стефана Душана и жене му Јелене.
Нешто касније у свом делу, Григора помиње Душанове преговоре са византијским царем Јованом V о склапању савеза (пролеће 1351). Он је Јовану понудио да савез учврсте склапањем брака, између њега и Теодоре, сестре Душанове супруге Јелене, док би његова тадашња супруга Јелена Кантакузин, била предата Србима на чување. Иако је Јован прихватио овај предлог, до реализације овог брака није дошло, али је савез остао на снази и српске снаге (4.000 коњаника) су се у јесен 1352. године, придружиле Јовану у борби против Кантакузина и Османлија (битка код Димотике).

## Фреска у Дечанима
Поред навода Нићифора Григоре, потврда постојања Душанове ћерке могла би да буде фреска на западном зиду јужног (светог Николе) параклиса наоса у Дечанима, на којој су око краљице Јелене насликани млади Урош са венцем и још једна млада фигура, виша (старија) од Уроша, а сматра се да је фреска настала пре јесени 1343. године. Фигура једина на глави нема венац на композицији, натпис поред ње је у целини уништен, због чега је немогуће, са сигурношћу, утврдити о коме је реч, а једино је њено одело украшено двоглавим орловима, симболом Немањића, али и Палеолога. Неки су сматрали да би то могао да буде портрет Душанове ћерке или чак Урошеве веренице, али је данас прихваћено становиште да је највероватније у питању Душанов полубрат, Симеон Синиша. Бранислав Тодић сматра да није у питању Душанова ћерка, јер се краљевске кћери не сликају у првој зони међу стојећим фигурама, већ само у оквиру шире композиције или лозе Немањића, па био ово представљало преседан у српској средњовековној уметности. У нартексу исте цркве, насликана је 1346/1347. године Лоза Немањића, на којој су видљиви трагови каснијих преправки стилске природе. У склопу ње, насликане су четири женске фигуре и ниједна од њих не представља евентуалну Душанову ћерку. Поред њих, на композицији се налази и Душанов полубрат Симеон Синиша, као и његов рано преминули брат Душман.

## Ирина, као Душанова ћерка
Поједини аутори су покушали да Душанову ћерку идентификују са Ирином, супругом кесара Прељуба (касније Радослава Хлапена) и мајком Томе Прељубовића, али је та хипотеза одбачена као погрешна. Они су потврду овога видели у високој титули кесара (цезара) која је додељена Прељубу, што би упућивало на његову блискост са владајућом породицом, као и на врло благонаклон однос између цара Уроша према Ирини. Он је чак, у својој повељи Великој Лаври светог Атанасија на Светој гори од 15.04. 1357. године, назива љубљеном сестром.
Први проблем у овој идентификацији представља чињеница да је у доба када Григора помиње удају Душанове ћерке (1351), Ирина већ била удата за Прељуба (Тома је рођен пре 1350), који од 1348. године има титулу кесара и управља Тесалијом из Трикале. Сама титула је, у хијерархијском смислу, испод титула севастократора (додељене мужу Душанове полусестре) и деспота (брату Душанове жене), а употреба термина брат/сестра у повељама није нужно означавала крвно сродство, већ и личнији однос владара са неким од својих поданика,за посебно пријатељство, блискост, или какав други нарочит однос обележен можда захвалношћу, али се сматра да је Ирина, на неки начин, била родбински повезана са Душановом породицом. Поред тога, у случају да је Ирина била Душанова ћерка, то би значило да се њен син Тома оженио својом тетком, пошто је отац његове супруге Марије, био Душанов полубрат, Симеон Синиша.